# Cussonia sessilis
Cussonia sessilis är en araliaväxtart som beskrevs av Jean-Paul Antoine Lebrun. Cussonia sessilis ingår i släktet Cussonia och familjen Araliaceae. Inga underarter finns listade.